# Громадянський інститут
Громадянський інститут — аналітичний центр у Чехії.
Напрямки діяльності Громадянського інституту, заснованого в 1991 р. групою вчених на основі «підпільного університету», який функціонував ще в 1970—1980 рр — податкова політика, реформа системи соціального забезпечення, моральні та релігійні основи вільного суспільства. Фінансується інститут в основному з міжнародних фондів. Має 5 професійних співробітників.